# Džamila (novela)

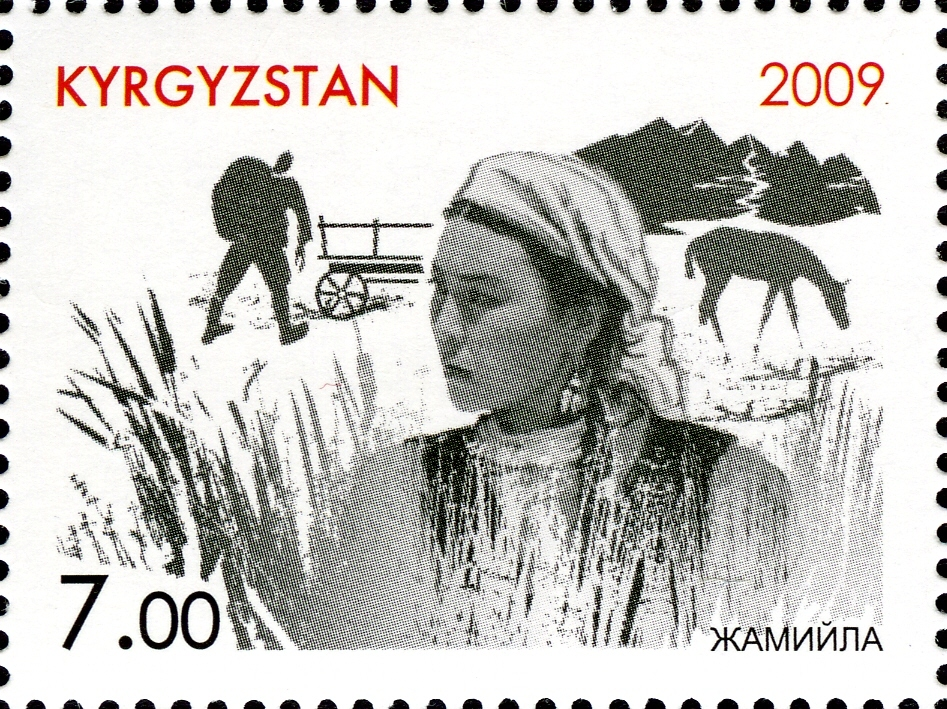
Kyrgyzská poštovní známka: „Džamila”

Džamila je milostná novela kyrgyzského spisovatele Čingize Torekuloviče Ajtmatova z roku 1958.

## Děj
Děj probíhá za druhé světové války v malé západokyrgyzské vesnici. Příběh vypráví patnáctiletý Said o své švagrové Džamile. Džamila byla krásná dívka, provdaná za nemilovaného hrubiána Sadyka. Když byl Sadyk odvelen na frontu, Džamila se zamiluje do invalidy Danžára, který se z fronty vrátil s válečným zraněním. Po skončení války se Sadyk vrací domů, ale Džamila s Danžárem vesnici opouštějí a odcházejí spolu žít jinam. Do města odchází také Said, studovat malířství.

## Ocenění
Autor novelu vytvořil jako absolventskou práci v Literárním institutu Maxima Gorkého v Moskvě, roku 1963 za ni obdržel Leninovu cenu. Louis Aragon nazval Džamilu nejlepší soudobou milostnou novelou. Roku 1965 byla novela přeložena do češtiny.

## Film
Kniha byla třikrát zfilmována:
- Džamila, sovětský film z roku 1969 (Mosfilm), scénář autorův, režírovala Irina Poplavskaja, v hlavní roli Natalja Arinbasarova
- Sehnsucht nach Djamila (Hledání Džamily), německo-kyrgyzský film z roku 1994, režie Monica Teuber, v hlavních rolích Linh Danh Pham, Nikolai Kinski
- Tengri, francouzský film z roku 2008, natočila Marie Jaoul de Poncheville, v hlavní roli Albina Imaševa